# Bolinne
Bolinne is een dorp in de Belgische provincie Namen, en een deelgemeente van de Waalse gemeente Eghezée. Het was een zelfstandige gemeente, tot het bij de fusie van 1977 toegevoegd werd aan de gemeente Eghezée.
Bolinne, dat stilaan evolueert van een landbouwdorp naar een woondorp, ligt op enkele kilometers ten noordoosten van Eghezée. Het gehucht Harlue dat bij de Mehaigne ligt, behoort eveneens tot de deelgemeente Bolinne.

## Geschiedenis
In 1830 werd het dorp Harlue bij Bolinne gevoegd. In 1977 werd Bolinne toegevoegd aan de gemeente Éghezée. 
Het opmerkelijke kasteel van Bolinne-Harlue, dat dateert uit de 17e eeuw, staat sinds 1975 op de monumentenlijst, samen met de kerk, de pastorie, de boerderij en de met bomen omzoomde paden.
Nieuwsgierigheid
De kerk van St. Gertrude. Het hoofdgedeelte van de kerk dateert van 1770. Het is omgeven door een hoge muur en een begraafplaats. Het koor dateert uit de 19e eeuw. Het wapenschild van de stichters van de kerk dateert van 1609.

## Bezienswaardigheden
- De Sint-Gertrudiskerk (Église Sainte-Gertrude) is een classicistisch kerkgebouw uit het derde kwart van de 18e eeuw.

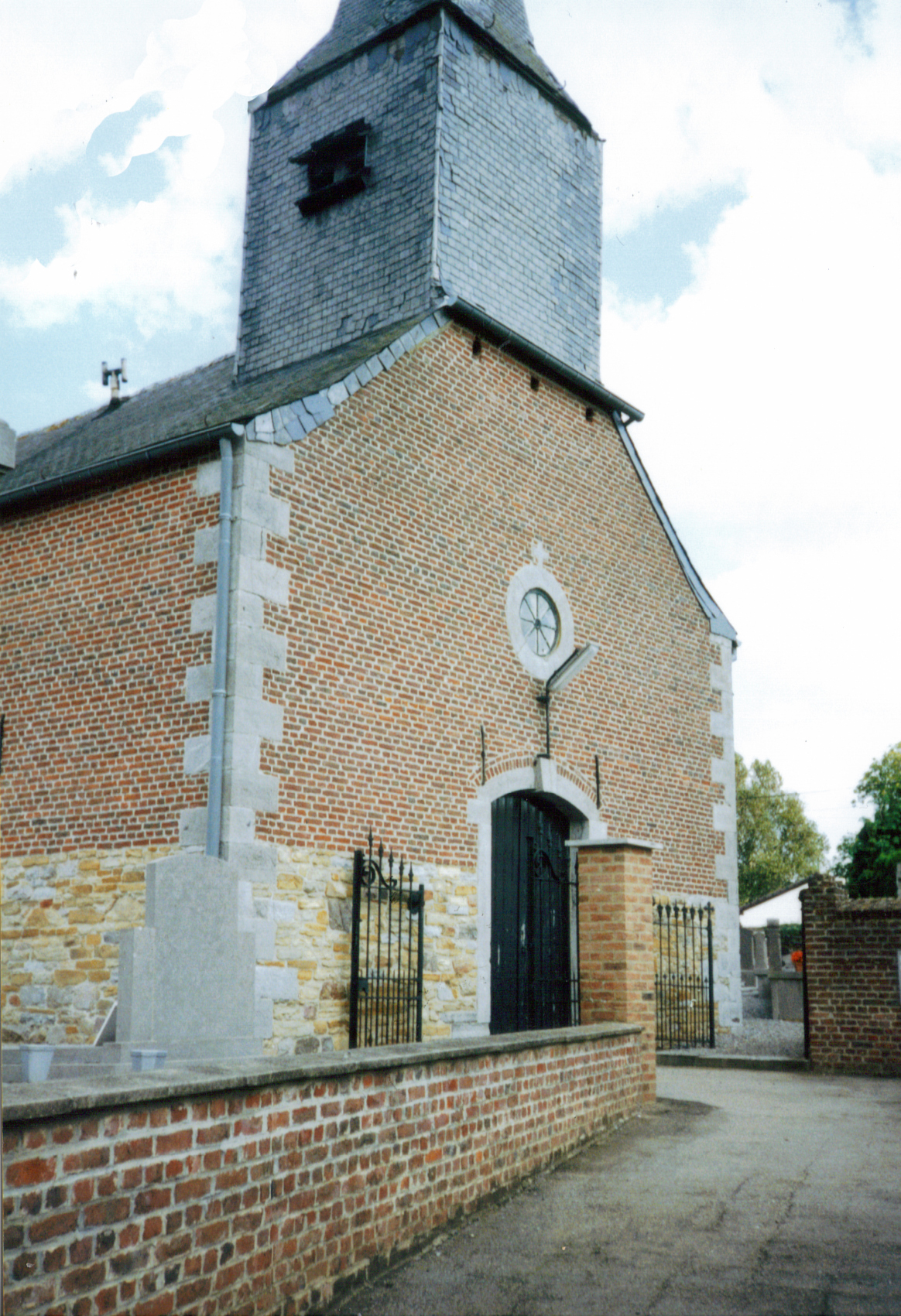
Sint-Gertrudiskerk Bolinne
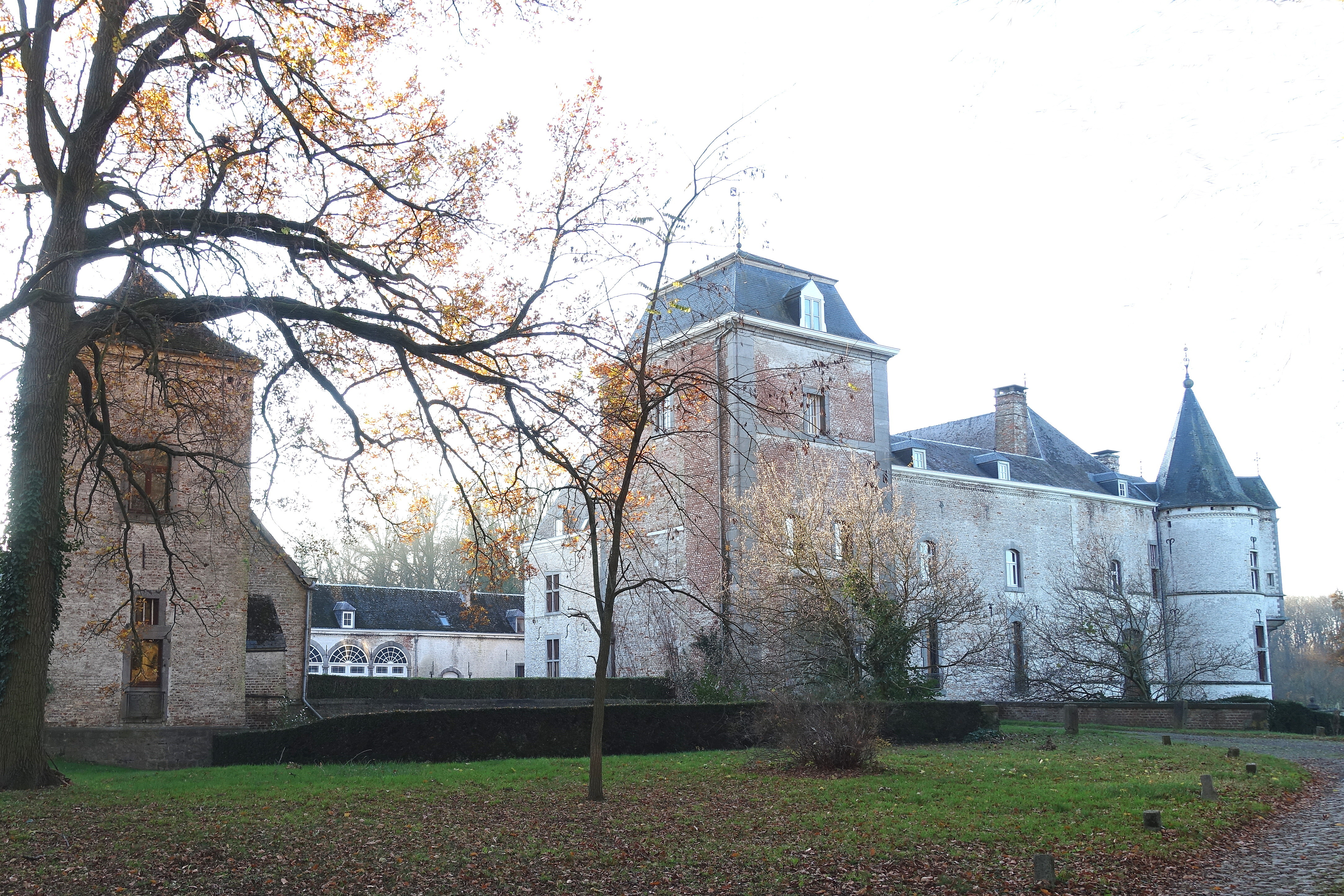
Kasteel van Harlue
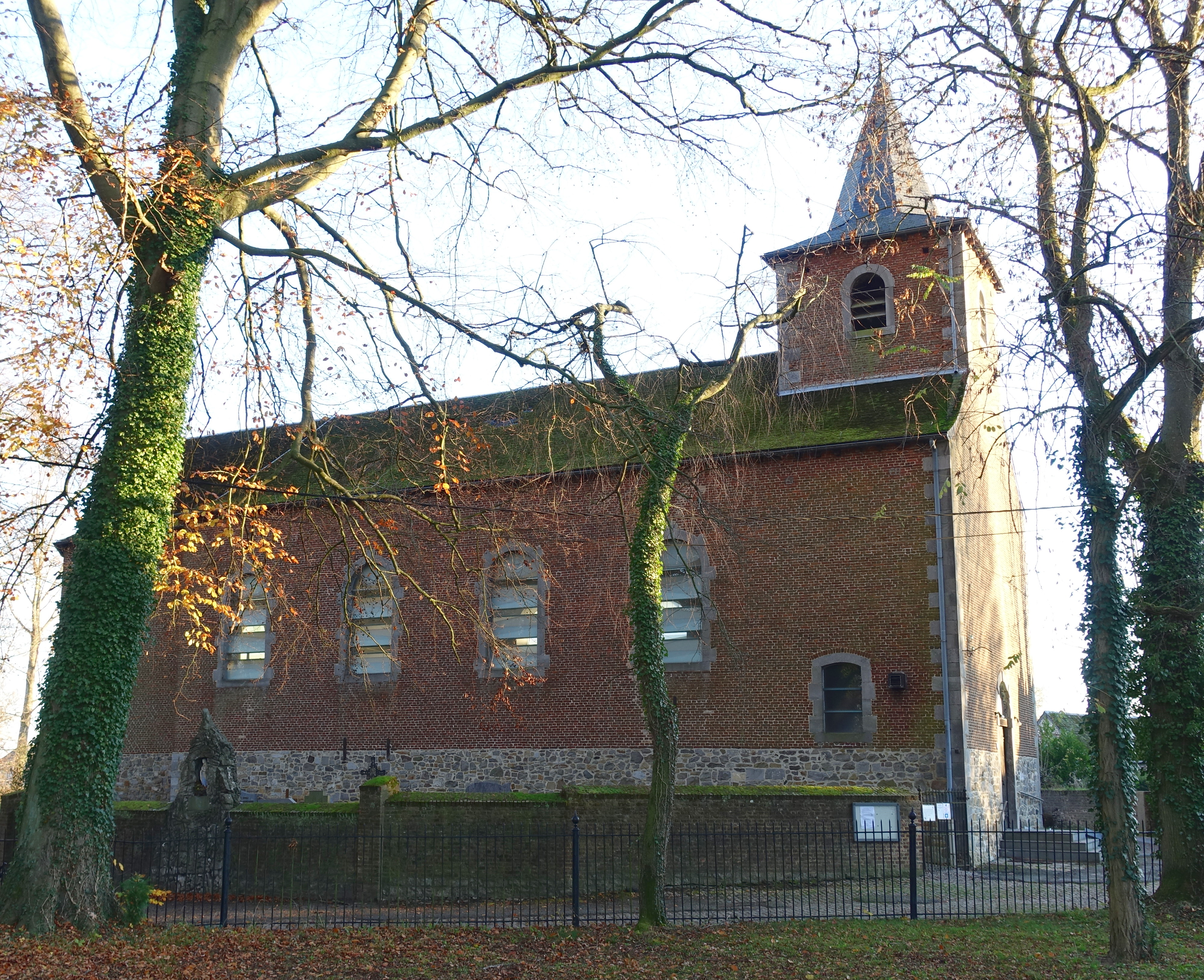
Sint-Martinuskerk Harlue
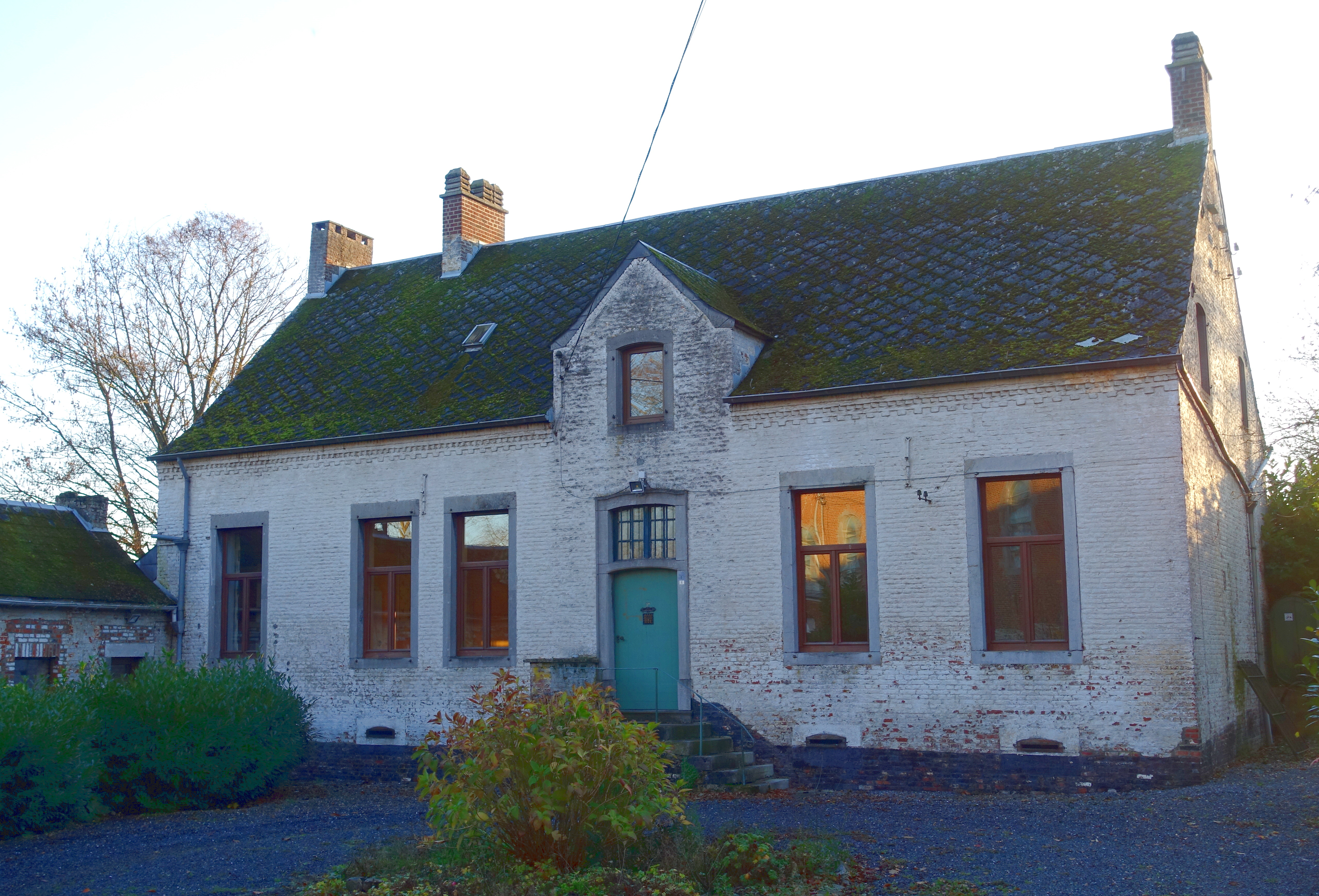
Pastorij Harlue

## Demografische ontwikkeling
- Bronnen:NIS, Opm:1831 tot en met 1970=volkstellingen, 1976= inwoneraantal op 31 december

=
Deelgemeenten: Aische-en-Refail · Bolinne · Boneffe · Branchon · Dhuy · Hanret · Leuze · Liernu · Longchamps · Mehaigne · Noville-sur-Mehaigne · Saint-Germain · Taviers · Upigny · Waret-la-Chaussée

Belgische gemeenten · arrondissement Namen · provincie Namen · Wallonië